# Aa aurantiaca
Aa aurantiaca là một loài lan thuộc chi  Aa và là loài bản địa của Peru. Loài này được Delsy Trujillo mô tả lần đầu năm 2011.